# Choerodon zosterophorus
 Choerodon zosterophorus és una espècie de peix de la família dels làbrids i de l'ordre dels perciformes.

## Morfologia
Els mascles poden assolir els 18 cm de longitud total.

## Distribució geogràfica
Es troba a les Índies Orientals i a les Filipines.